# Morcillo (kommunhuvudort)
Morcillo är en kommunhuvudort i Spanien.   Den ligger i provinsen Provincia de Cáceres och regionen Extremadura, i den centrala delen av landet, 230 km väster om huvudstaden Madrid. Morcillo ligger 272 meter över havet och antalet invånare är 425.
Terrängen runt Morcillo är lite kuperad. Runt Morcillo är det ganska glesbefolkat, med 34 invånare per kvadratkilometer. Närmaste större samhälle är Coria, 12,4 km väster om Morcillo. Trakten runt Morcillo består till största delen av jordbruksmark.